# 吳盛智
吳盛智（1944年11月12日—1983年12月21日），臺灣苗栗縣大湖鄉客家人，為1960年代末陽光合唱團吉他手，日後轉為客語流行音樂創作者，以為𠊎係客家人作曲等歌曲而知名，其故居被列苗栗縣歷史建築。

## 生平

### 加入西洋樂隊

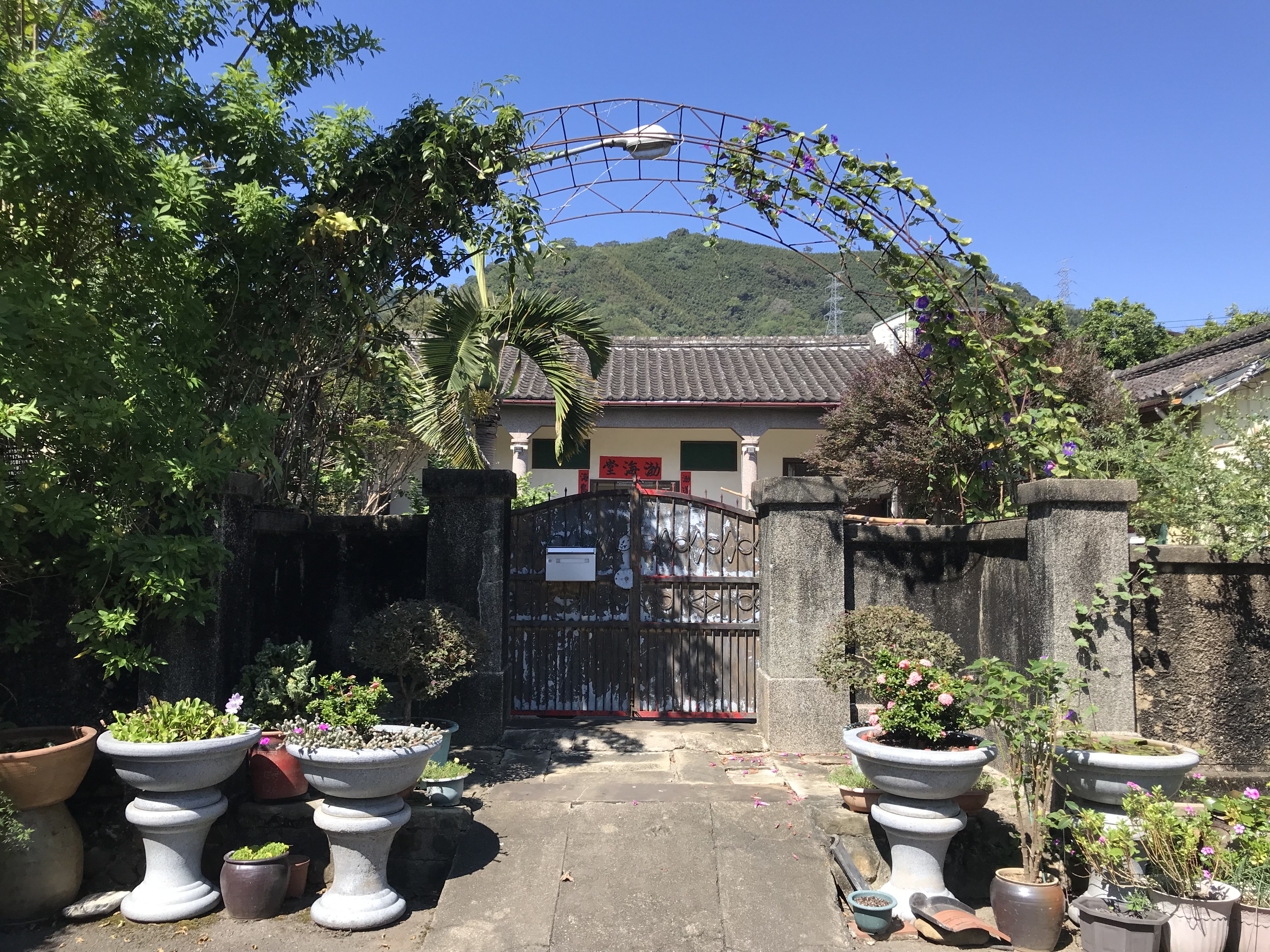
吳盛智故居

吳盛智出身於當初拓墾大湖地區的吳氏家族，和涂敏恆皆是大湖鄉大寮村的客家人，受兄長影響而學習吉他，高中畢業後在空軍九三藝工隊擔任吉他手。
1960年代，隨越戰美軍到臺灣度假，臺灣興起西洋音樂樂團，如1965年由吳道雄成立的陽光合唱團。當時吳盛智任在台南加入陽光合唱團，任第一吉他手，能用吉他較難的指法表現出突出的拉弦音，之後1970年起他就留起山羊鬍成招牌形象。
1974年，陽光合唱團解散後，除章永華、康妮絲等少數團員作歌手外，吳盛智參加台視樂團並經營錄音室幫歌星和音。

### 創作客家曲子
吳盛智婚後育兩名相差兩歲的姊弟，住在臺北市民生東路，並於臺北才認識了同鄉的涂敏恆。
在1980年代時，臺灣客家地區雖然會銷售銷售由客家歌手錄唱的客家語歌曲錄音帶，但幾乎千篇一律是由日本歌曲、西洋歌曲、或著作權業經消滅的國語歌曲改編，被認為詞意低落、缺乏創意。台北市客家公共事務協會總幹事黃子堯指出，早期客家歌曲在創作性缺乏的現象，直到1980年代吳盛智率先譜唱新曲，客家音樂才進入新的高峰。吳盛智在1981年間創作無緣、濃膠膠、勇往直前跑這三首客家歌曲，調式保持客家傳統，節奏卻採用搖滾、爵士的結構，在桃竹苗音樂市場引起注目。
一次，吳盛智與涂敏恆兩人去聽客家山謠比賽，觸發要合作灌錄第一張客家創作歌曲專輯的意念。於是吳盛智作曲、涂敏恆作詞，作出歌曲𠊎係客家人，委由歌林唱片出版池秋美主唱版本。涂敏恆並在1983年在《民生報》將此曲以我係中國人之名介紹，後來涂敏恆接受《楊梅週刊》訪談說當時是受檢查只好改名。該年，該曲在廣播電台和電視才僅播出三次，就收到八百餘封讀者來函支持。在地區上，頗受北臺灣、南臺灣、以及花蓮等地的客家鄉親歡迎。
1983年12月15日凌晨2點，吳盛智自民生東路寓所騎機車外出吃消夜途經遼寧街口左轉時，被不明車輛撞倒致腦部嚴重瘀血，送至國泰醫院後又轉送臺大醫院進行腦部手術，於21日清晨5點許於加護病房逝世，年三十九歲。次年1月3日，台北市第二殯儀館舉行公祭火化後，運回苗栗大湖安靈。光美唱片負責人紀文呈，感念吳盛智壯志未酬、以及子女稚弱，因而決定將其遺作錄成專輯唱片，盈餘部份悉數捐作吳盛智子女教育基金。

## 身後
1986年，吳盛智的無緣被雲門舞集使用在《我的鄉愁我的歌》舞作中，多次在海內外演出。1987年12月22日，涂敏恆特將剛自己完成的第一張客家創作歌曲，拿到吳盛智墓前以錄音機撥放。到2003年間，吳盛智無緣、濃膠膠，依然在市場發行。內思高工教師楊國鑫受吳盛智作客家曲感動，又受鍾肇政鼓勵，埋首於客家相資料研究，如撰寫論文「台灣客家山歌文化的變遷」、「台灣客家創作歌曲的形成與發展」等。
吳盛智在大湖的故居，因建築技術獨特及吳盛智是重要的客家音樂家，而被文資審議委員列為歷史建築。2020年8月21日，以「大湖竹篙屋吳屋伙房」之名登錄為歷史建築。